# Paraflata seminigra
Paraflata seminigra är en insektsart som först beskrevs av Stsl 1866.  Paraflata seminigra ingår i släktet Paraflata och familjen Flatidae.
Artens utbredningsområde är Madagaskar. Inga underarter finns listade i Catalogue of Life.